# Комбофорвард
Комбофорвард (англ. Comboforward) — это неофициальная позиция игрока в баскетбольной команде, как правило это баскетболист, который сочетает в себе навыки легкого и тяжелого форвардов, но не полностью соответствует стандартным описаниям любой из этих позиций.
Элджин Бэйлор, является одним из величайших комбафорвардов в истории баскетбола и Джеймс Уорти — типичные баскетболисты, которые соответствуют этому описанию. Кевин Дюрант, Леброн Джеймс, Джош Смит, Шон Мэрион, Дэнни Грейнджер, Рашард Льюис, Эл Харрингтон, Антуан Джеймисон, Ламар Одом и Кармело Энтони — наиболее заметные комбофорварды современной НБА. Хорошими примерами комбофорвардов в Евролиге являются Георгиос Принтезис и Виктор Хряпа. В женском баскетболе архетипической «нападающей» является Кэндис Паркер - когда она играла в Теннесси, она выступала на позиции центрового, форварда и защитника. Самым известным российским комбофорвардом последних лет был Андрей Кириленко, много лет выступавший в НБА.